# Enciclopédia Luso-Brasileira de Cultura
La Enciclopédia Luso-Brasileira de Cultura , cuya realización se inició en 1961-63, por la Editorial Verbo, bajo la dirección inicial, como secretario general de la enciclopedia, de António de Magalhães, S.J., fue publicada en fascículos mensuales al principio, aunque posteriormente pasó a publicarse a un ritmo de un volumen anual, hasta alcanzar la cifra de 18 de que consta (y cuatro de suplementos de actualización).
Más de 1500 colaboradores, tanto portugueses como de otras nacionalidades, trabajaron en su realización.